# Josef Teska
Josef Teska (9. března 1868 Ostrov – 31. července 1945 Praha) byl československý politik a meziválečný poslanec Národního shromáždění za Československou sociálně demokratickou stranu dělnickou. Byl pak zakladatelem Neodvislé radikální sociálně demokratické strany. Později v parlamentu zasedal za Komunistickou stranu Československa a nakonec za Neodvislou stranu komunistickou v Československu.

## Biografie
Působil jako redaktor a politik.
Od roku 1918 zasedal v Revolučním národním shromáždění za Československou sociálně demokratickou stranu dělnickou. Byl profesí tajemníkem. V parlamentních volbách v roce 1920 získal mandát v Národním shromáždění. Podle údajů k roku 1920 byl profesí tajemníkem v Praze.
Mandát získal za československé sociální demokraty. V době rozkolu v sociální demokracii v roce 1920 patřil do skupiny, která sice byla názorově nalevo, ale nevplynula ihned do nově zřizované Komunistické strany Československa. Teska původně plánoval na ustavujícím sjezdu KSČ v květnu 1921 ovlivnit jednání v tom směru, aby komunistická strana odmítla takzvaných Dvacet jedna podmínek stanovených Kominternou a nepodřizovala se komunistické centrále v Moskvě. Poté, co byl jeho plán vyzrazen, nebylo jeho vystoupení na sjezdu KSČ výrazněji přijato. Místo toho pak Teska roku 1921 spoluzakládal menší levicovou formaci nazvanou Neodvislá radikální sociálně demokratická strana. Ta měla silný vliv v odborech (Odborové sdružení československé). Až v roce 1922 přešel Teska do poslaneckého klubu nově vzniklé KSČ (zatímco Neodvislá radikální sociálně demokratická strana se v roce 1923 podílela na vzniku formace Socialistické sjednocení). V KSČ patřil v letech 1922–1925 k pravicové frakci, která významně ovlivňovala 1. pražský kraj vedený tajemníkem Josefem Bubníkem. V roce 1925 ovšem z komunistického poslaneckého klubu vystoupil a přešel do klubu Neodvislé komunistické strany, kterou zakládal právě Josef Bubník a která byla kritická k závislosti KSČ na moskevských direktivách.